# KIDE
KIDE (Tribally Owned and Operated Community Radio) ist eine US-Public Radio Station aus und für Hoopa im Hoopa Valley in Kalifornien. Sie ist Teil des Pacifica Radio Network und des Native Voice One. Sie sendet auf UKW 91.3 MHz mit 0,195 kW ERP und gehört dem Hoopa Valley Tribe. Sie ist eine der Stationen in den USA, die mit Photovoltaikzellen betrieben werden.

## Geschichte
Eine Fünfte Klasse des Hupa-Sprachunterrichts suchte 1977 nach einem vier-Buchstaben-Wort beginnend mit K in der Hupa Sprache für das Rufzeichen. „KIDE“ bedeutet „Geweih“ bzw. ein Werkzeug gefertigt aus dem Horn des Geweihs.